# Grun (dessinateur)
Pour les articles homonymes, voir Grun et Dubois.
Ludovic Dubois, connu sous le pseudonyme de Grun, est un dessinateur de bande dessinée français, né le 21 mars 1971 à Bordeaux.

## Biographie
Grun intègre en 1991 la section arts graphiques des Beaux-Arts de Bordeaux et en sort diplômé avec mention en 1994.
Il devient directeur artistique de deux magazines sur la nature puis travaille dans la société de conception de jeux vidéos Kalisto. Il participe à la création de l'atelier "bulles 63" à Clermont Ferrand.
De 2010 à 2015, Grun dessine la série en 5 tomes Metronom' sur un scénario de Éric Corbeyran. L'histoire se situe dans une Europe futuriste ou le gouvernement manipule les opinions publiques. L'héroine, Lynn, recherche son mari disparu au cours d'une mission spatiale. Comme le note F.Houriez "Au-delà de cette dimension philosophique et éthique, il y a une œuvre graphique percutante. Des plans larges aux portraits, le trait de Grun est sûr et précis".
Entre 2017 et 2012, Grun dessine la série en trois volumes On Mars sur un scénario de Sylvain Runberg. L’histoire se déroule dans le futur, en 2132, alors que Mars a été colonisée et les prisonniers y sont envoyés pour travailler dans les mines, les ressources sur Terre ayant été épuisées. La série montre le contraste d’une société opulente détachée des bagnards travaillant dans les mines voisines.
En 2023, Grun retrouve le scénariste de On Mars, Sylvain Runberg, pour une nouvelle histoire de science-fiction intitulée Space Relic Hunters. Selon J.Vergeraud, le dessin est apprécié à la fois pour son inventivité pour ce monde de science-fiction et pour ses personnages : « La minutie du graphiste est également visible sur ses protagonistes. Qu'ils soient extra-terrestres ou humains, ils bénéficient tous d'un aspect très travaillé et précis, pour les faciès comme pour leurs vêtements. L'agencement de ses planches insuffle un dynamisme saisissant dans les scènes de course poursuites à faire pâlir un réalisateur. Bref, graphiquement, c'est superbe. »

### Séries
| La Conjuration d’Opale (2005-2009) - 1 Le Serment, Dargaud, 2005 Scénario : Éric Corbeyran et Nicolas Hamm - Dessin et couleurs : Grun - (ISBN 2-87129-744-4) - 2 La Loge, Dargaud, 2006 Scénario : Éric Corbeyran et Nicolas Hamm - Dessin et couleurs : Grun - (ISBN 2-87129-879-3) - 3 Les Gemmes, Dargaud, 2007 Scénario : Éric Corbeyran et Nicolas Hamm - Dessin et couleurs : Grun - (ISBN 978-2-505-00143-0) - 4 Les Ordonnances, Dargaud, 2009 Scénario : Éric Corbeyran et Nicolas Hamm - Dessin et couleurs : Grun - (ISBN 978-2-505-00513-1) |

| Metronom' (2010-2015) - 1 Tolérance zéro, Glénat, « Grafica », 2010 Scénario : Éric Corbeyran - Dessin et couleurs : Grun - (ISBN 978-2-7234-6811-4) - 2 Station orbitale, Glénat, « Grafica », 2011 Scénario : Éric Corbeyran - Dessin et couleurs : Grun - (ISBN 978-2-7234-7782-6) - 3 Opération suicide, Glénat, « Grafica », 2012 Scénario : Éric Corbeyran - Dessin et couleurs : Grun - (ISBN 978-2-7234-8535-7) - 4 Virus Psychique, Glénat, « Grafica », 2013 Scénario : Éric Corbeyran - Dessin et couleurs : Grun - (ISBN 978-2-7234-9407-6) - 5 Habeas Mentem, Glénat, « Grafica », 2015 Scénario : Éric Corbeyran - Dessin et couleurs : Grun - (ISBN 978-2-344-00211-7) |

| On Mars (2017) - 1 Un monde nouveau, Daniel Maghen, 2017 Scénario : Sylvain Runberg - Dessin et couleurs : Grun - (ISBN 978-2-356-74051-9) - 2 Les Solitaires, Daniel Maghen, 2019 Scénario : Sylvain Runberg - Dessin et couleurs : Grun - (ISBN 978-2-356-74066-3) - 3 Ceux qui restent, Daniel Maghen, 2021 Scénario : Sylvain Runberg - Dessin et couleurs : Grun - (ISBN 978-2-356-74095-3) |

### One shot
- Le Souffle du vent, Editions 12 bis, 2010
Scénario : Éric Corbeyran - Dessin : Grun - Couleurs : Karine Lambin et Élise Dupeyrat -  (ISBN 978-2-356-48119-1)[6]

- Brassens, un p’tit coin de paradis,  Editions Margot, 2012
Scénario : Georges Brassens - Dessin : Grun et d’autres -  (ISBN 9782954115702)

- Les bikers ont du coeur,  Editions Un point c’est tout!, 2019
Scénario : collectif - Dessin : Grun et d’autres -  (ISBN 9791092115130)

- Space Relic Hunters,  Editions Daniel Maghen, 2023
Scénario : Sylvain Runberg - Dessin : Grun -  (ISBN 9782356741516)